# Пежо тип 39
Пежо тип 39 (фр. Peugeot Type 39) је био аутомобил произведен 1902. од стране француског произвођача аутомобила Пежо у њиховој фабрици у Лилу. У том периоду је произведено 100 јединица.
Аутомобил је покретао четворотактни, двоцилиндрични мотор снаге 10 КС и запремине 2042 cm³. Мотор је постављен напред и преко карданског преноса давао погон на задње точкове.
Тип 39 је имао међуосовинско растојање од 2000 мм са размаком точкова 1370 мм. Каросерија је типа tonneau и дупли фетон са простором за четири особе.